# تصرف بورنئوی بریتانیا توسط ژاپن
تصرف بورنئوی بریتانیا توسط ژاپن (انگلیسی: Japanese occupation of British Borneo) اشغال بورنئو توسط امپراتوری ژاپن در طی جنگ جهانی دوم بود که از سال ۱۹۴۱ تا ۱۹۴۵ ادامه داشت.